# 日本クラブユースサッカー連盟
一般財団法人日本クラブユースサッカー連盟（にほんクラブユースサッカーれんめい、英語: Japan Club Youth Football Federation）は、中学生、高校生年代（日本サッカー協会のチーム登録種別における第3種・第2種）の地域クラブチームの技術力・競技力向上と発展を目指して1978年に設立されたサッカーの競技団体である。

## 経緯
日本の中学・高校のスポーツクラブは主として学校の部活動が中心だったが、サッカーは学校の枠にとらわれないで地域のスポーツレクリエーション活動の一環として楽しみながらサッカーの技術向上に役立てられるようにということで、中学・高校年代のサッカークラブが多く存在している。
最初は「全国サッカークラブユース連合」として主として高校生年代を中心としてスタート。その年から日本クラブユースサッカー選手権 (U-18)大会が開催され、1985年には中学生年代を対象とする「日本クラブジュニアユースサッカー連盟」が発足。やはりこの年から「日本クラブユースサッカー選手権 (U-15)大会」が発足した。
その後1993年のJリーグの発足で、各加盟チームには下部育成組織（ユース、ジュニアユース、ジュニア=第4種）の設置を義務付けるようになってから、各地に地域クラブのユースチームなどが続々と誕生し、1997年から「日本クラブユースサッカー連盟」の下でジュニアユースからユース年代の6年間の一貫体制を確立し日本のサッカー競技力の更なる躍進を目指して取り組むこととなった。

## クラブユース連盟加盟チームが出場できる大会

### 第2種（高校生）
| 大会名                                   | 備考                                                                      |
| ---------------------------------------- | ------------------------------------------------------------------------- |
| 日本クラブユースサッカー選手権(U-18)大会 |                                                                           |
| Jリーグユース選手権大会                  | 「Jリーグ」を冠するものの、それ以外のクラブユースの出場枠もある。         |
| 高円宮杯 JFA U-18サッカーリーグ          | 高校サッカーチームを含むすべての第2種（高校生年代）登録チームが出場可能。 |

2014年までは、天皇杯全日本サッカー選手権大会にもすべての第2種（高校生年代）登録チームが出場可能であった。

### 第3種（中学生）
| 大会名                                    | 備考                                                        |
| ----------------------------------------- | ----------------------------------------------------------- |
| 日本クラブユースサッカー選手権(U-15)大会  |                                                             |
| 高円宮杯 JFA 全日本U-15サッカー選手権大会 | 中学サッカーチームを含むすべての第3種登録チームが参加可能。 |

2018年まではJFA 全日本U-15サッカー大会（中学サッカーチームを含むすべての第3種登録チームが参加可能）も開催されていた。

### 女子
| 大会名                                       | 備考                                                                         |
| -------------------------------------------- | ---------------------------------------------------------------------------- |
| 日本クラブユース女子サッカー大会 (U-18)      | 優勝チームにはJFA U-18女子サッカーファイナルズへの出場権が与えられる。       |
| 日本クラブユース女子サッカーチャレンジカップ | 同時期に開催のJFA 全日本U-18女子サッカー選手権大会出場チーム以外が出場可能。 |